# Iliouchine Il-10
L'Iliouchine Il-10 est un avion d'attaque au sol soviétique conçu durant la Seconde Guerre mondiale et ayant participé aux opérations de la Guerre froide. Il a été construit sous licence tchécoslovaque par Avia sous la désignation de B-33. Il est connu également sous son nom de code OTAN de Beast.

## Historique

### Développements
À la suite de l'échec de l'avion de chasse Il-1 le bureau d'études de Sergueï Iliouchine décida de développer un nouvel avion d'attaque, un Sturmovik dans la nomenclature soviétique, afin de remplacer les Il-2 et Soukhoï Su-2. Il reprenait certains éléments de l'Il-1, tout en devenant biplace.
Tirant les enseignements de l'utilisation des prédécesseurs de l'avion, les designers et ingénieurs renforcèrent la structure contre les tirs venant du sol, et notamment ceux des DCA, notamment au niveau des ailes et du cockpit. Ils renforcèrent également les blindages du poste de tir arrière de l'observateur, notamment contre les chasseurs. Le train d'atterrissage principal a également été renforcé avec des carénages dépassant des arêtes de voilure.
Le moteur Mikouline a également été protégé par des blindages, tandis que la casserole d'hélice était elle aussi construite pour résister aux tirs. L'hélice tripale était construite en métal. Pour permettre une meilleure communication le pilote et son observateur disposaient d'un système propre, similaire à un interphone.
C'est dans cette configuration que le prototype a réalisé son vol inaugural le 18 avril 1944. Les premiers exemplaires de série sortirent d'usine en août 1944. Par rapport à ses prédécesseurs l'Il-10 présentait de nettes améliorations.

### Production

#### En Union soviétique
Une première version a été développée durant la Seconde Guerre mondiale avec un armement interne se composant de deux canons de calibre 23 mm et de deux mitrailleuses de calibre 7,62 mm tirant en position de chasse (c'est-à-dire vers l'avant) et montés dans les ailes. Un canon mobile, servi par l'observateur, d'un calibre de 20 mm protégeait l'avion contre les tirs provenant de l'arrière et du dessus. Cet avion pouvait emporter jusqu'à 500 kg de bombes en points externes. Il pouvait emporter deux armes de 250 kg, ou quatre de 100 kg, ou bien encore six de 50 kg.
En 1946 une seconde version, souvent appelée d'après-guerre avait été créée, les principales modifications se situaient au niveau de son armement. Si les deux canons de 23 mm avaient été conservés, les mitrailleuses avaient disparu, tandis que le canon mobile arrière avait laissé la place à une mitrailleuse de calibre 12,7 mm, ayant une meilleure cadence de tir. Outre la charge de bombes inchangée ces Iliouchine Il-10 pouvaient emporter et tirer quatre roquettes antichars à haute vélocité RS-82.
Dès 1950 les Iliouchine Il-10 furent modifiés pour permettre l'emport et le tir de nouvelles roquettes RS-132, des armes dites HEAT au pouvoir de destruction accru.
Une version biplace d'entraînement fit également son apparition en tant qu'Il-10U.

#### En Tchécoslovaquie
En 1951 l'avionneur tchécoslovaque Avia entreprit la construction sous licence de l'avion. Il fut alors connu sous la désignation de B-33. Si extérieurement rien ne différenciait les deux avions, c'est au niveau du cockpit qu'il fallait chercher les différences principales. Ainsi les inscriptions en écriture latine ont remplacé alphabet cyrillique, et certaines indications avaient également été réécrites, les numéros de série des différentes pièces notamment.
La version tchécoslovaque de l'Il-10U était connue comme CB-33.

### En service
S'il ne fut utilisé que durant les derniers mois de la Seconde Guerre mondiale contre les armées du IIIe Reich, prouvant notamment son efficacité contre la chasse allemande et notamment les Focke-Wulf Fw 190.
Contre les forces japonaises les Il-10 furent engagés lors de l'invasion de la Mandchourie en août 1945. Là ils procédèrent principalement à des missions de harcèlements contre les fantassins nippons. Dans la baie de Rasŏn les Il-10 engagèrent certains navires de guerre japonais.
Mais c'est surtout durant la guerre de Corée que les Il-10 furent principalement utilisés au combat tant pour des missions antichars, que pour contrer les forces terrestres américaines, et les navires légers de l'US Navy. Mais ceux que les occidentaux avaient baptisés Beast (la bête en anglais) étaient devenus des cibles prioritaires pour l'US Air Force et ses chasseurs comme le North American F-86 Sabre. L'Il-10 était notamment vu comme une arme psychologique contre le moral des troupes américaines. 
La Chine utilisa ses Il-10 et B-33 jusqu'en 1972, devenant ainsi l'ultime pays à retirer du service ses monomoteurs, les remplaçant par des avions de construction indigène Nanchang Q-5.

## Utilisateurs
- Afghanistan
  - Afghan Hauai Quvah : Avia B-33
- Bulgarie

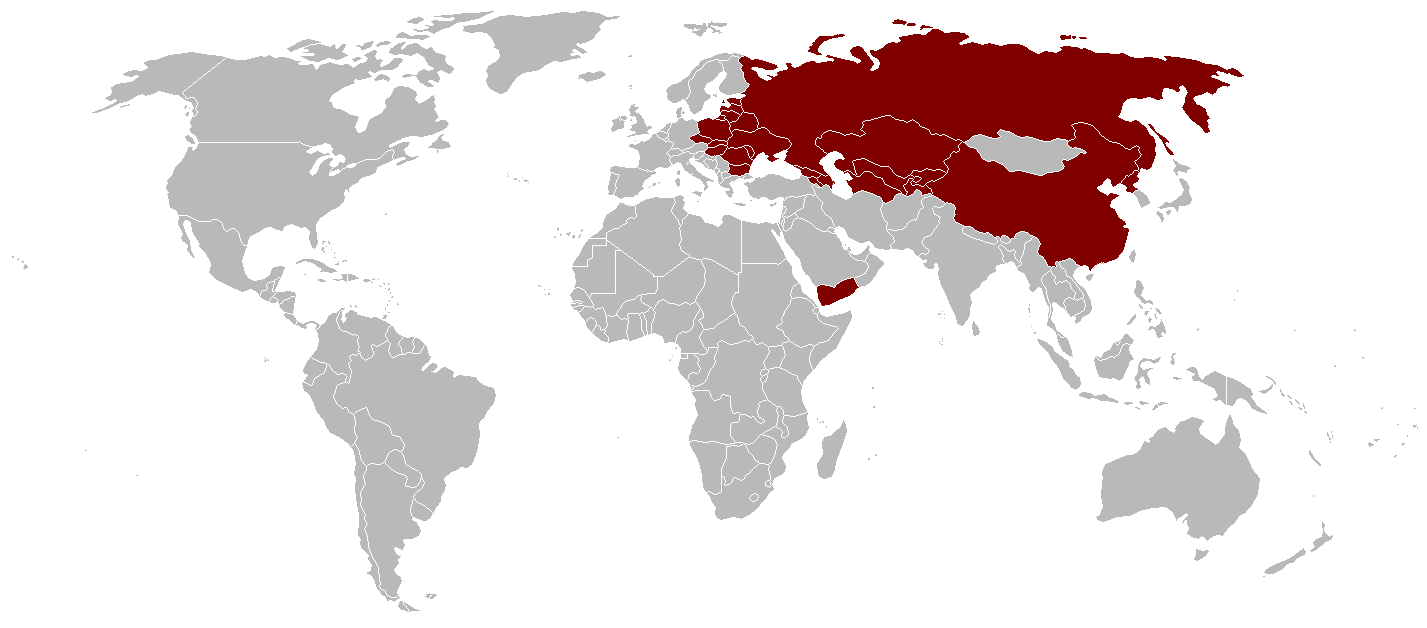
L'Iliouchine Il-10 dans le monde.

  - Balgarski Voennovazdushni Sili : Avia B-33 & Iliouchine Il-10
- Chine
  - Zhongguo Renmin Jiefangjun Kongjun : Iliouchine Il-10
- Corée du Nord
  - Force aérienne : Iliouchine Il-10
- Hongrie
  - Magyar Légierő : Iliouchine Il-10
- Indonésie
  - Tentara Nasional Indonesia Angkatan Udara : Avia B-33
- Pologne
  - Siły Powietrzne Rzeczypospolitej Polskiej : Avia B-33 & Iliouchine Il-10
- Roumanie
  - Forţele Aeriene ale Republicii Socialiste România : Avia B-33 & Iliouchine Il-10
- Tchécoslovaquie
  - Československé Vojenské Letectvo : Avia B-33 & Iliouchine Il-10
- Union soviétique
  - DA-Voyenno-Vozdushnye Sily Rossii : Iliouchine Il-10
- Yémen
  - Al Quwwat al Jawwiya al Yemeniya : Avia B-33

## Versions

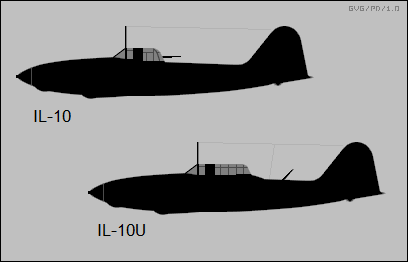
Différences entre les versions d'attaque au sol et d'entraînement.

### Versions soviétiques
- Iliouchine Il-1 : Prototype de chasseur à l'origine du programme.
- Iliouchine Il-10 : Version de série biplace d'attaque au sol.
- Iliouchine Il-10U : Version de série biplace d'entraînement.

### Versions tchécoslovaques
- Avia B-33 : Version de série biplace d'attaque au sol.
- Avia CB-33 : Version de série biplace d'entraînement.

## Préservation

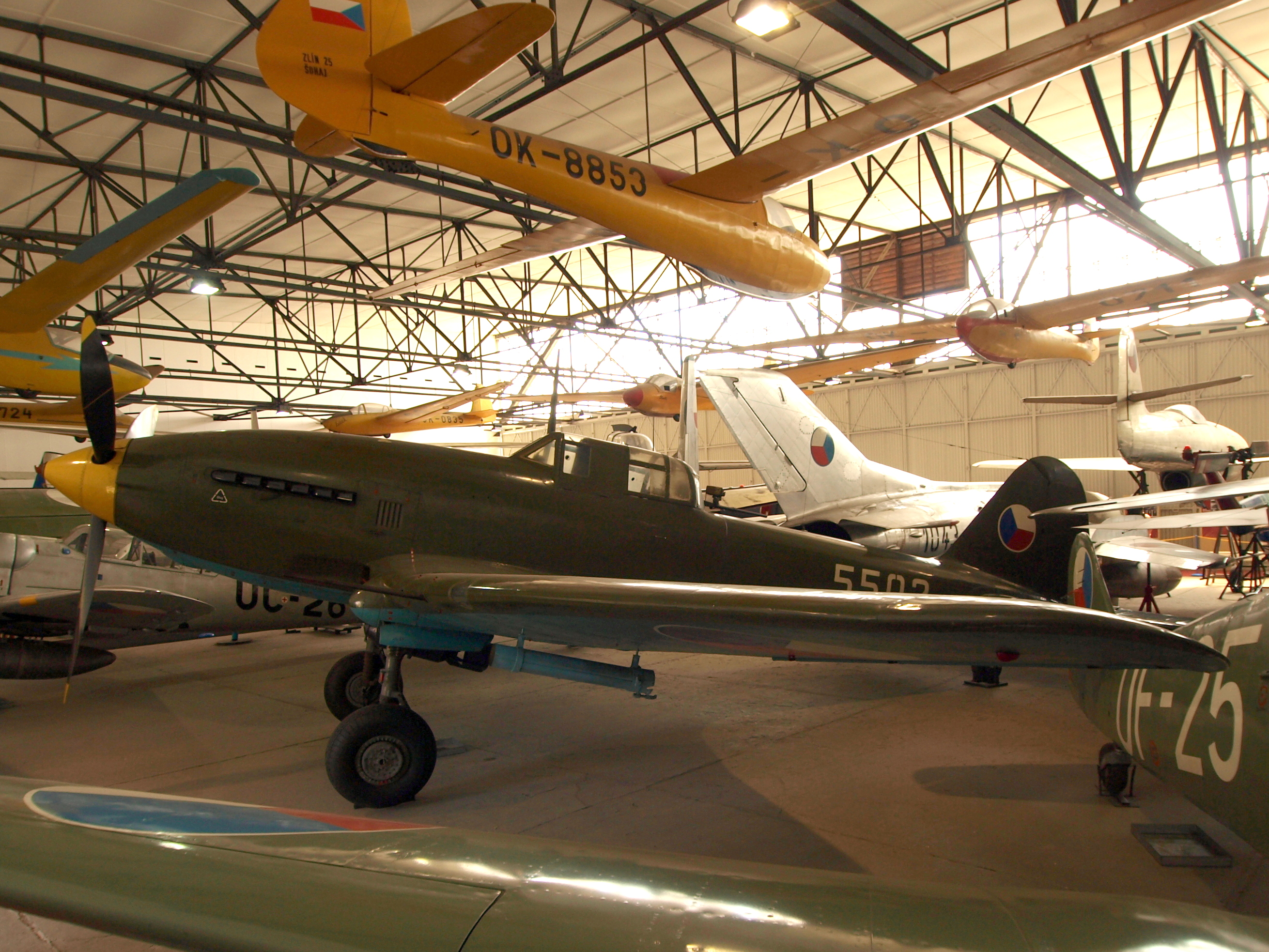
Avia B-33

Différents Avia B-33 et Iliouchine Il-10 sont préservés dans des musées dans le monde.
- Le musée central des forces aériennes de la fédération de Russie de Monino possède un Il-10 et un Il-10U.
- Le musée des armées[5] de Varsovie en Pologne possède un Il-10.
- Le musée de l'aviation chinoise[6] possède un Il-10U.
- Le musée des forces aériennes slovaques possède un Avia B-33 (voir photo).